# Curtis Stone
Curtis Travis Stone (Melbourne, 4 de noviembre de 1975) es un presentador de televisión y chef profesional australiano. Es famoso por haber concursado en The Celebrity Apprentice 3 y por ser el presentador del programa Take Home Chef de Discovery Networks.

## Biografía
Curtis Stone nació el 4 de noviembre de 1975 en Melbourne, Victoria (Australia). es hijo del contador Bryan Stone. Comenzó a cocinar cuando tenía cinco años de edad junto a su abuela. Estudió en la Penleigh and Essendon Grammar School.

## Carrera
Stone estudió Negocios antes de darse cuenta de que su pasión era la comida. Trabajó en algunos restaurantes famosos en Australia, comenzando a los 18 años en el Savoy Hotel; posteriormente se mudaría a Londres cocinado bajo la enseñanza del famoso chef Marco Pierre White en el Café Royal. Stone regresó a Australia para participar en el programa Surfing The Menu transmitido por la cadena Australian Broadcasting Corporation, junto a su amigo Ben O'Donoghue.
En 2006, esta vez en Los Ángeles, California, participó en el programa Take Home Chef como presentador, transmitido por el canal estadounidense TLC de Discovery Networks y convirtiéndose en un éxito internacional.
Ese mismo año, la revista People, lo nombró como uno de los hombres vivos más sexies, la lista incluía también a George Clooney y a Brad Pitt.
En junio de 2010, se anunció que Stone formaría parte del jurado junto a Bobby Flay, Steve Ells y Lorena García en la nueva serie America's Next Great Restaurant de la NBC.
En 2011, Stone fue el presentador de la tercera temporada del programa Top Chef Masters transmitido por el canal Bravo, remplazando a Kelly Choi.
En enero de 2012, Bravo anunció que Stone sería copresentador del nuevo programa Around the World in 80 Plates junto a Cat Cora, comenzando transmisiones en mayo de 2012.
Stone ha creado recetas para la cadena de supermercados Hy-Vee en West Des Moines
En enero de 2021 participó como invitado estrella en el programa de cocina Selena + Chef, presentado por la actriz y cantante Selena Gomez para la cadena HBO Max.

## Vida privada
Stone mantiene una relación con la actriz Lindsay Price desde 2009; tienen un hijo llamado Hudson, nacido en 2011. Es fan del equipo de fútbol australiano, Geelong Football Club.